# Planet of Death
POD - Planet of Death es un videojuego futurista de carreras creado por Ubisoft. El juego está desarrollado en el distante y futurista planeta Io. Un accidente de minería libera un virus desde el interior de la tierra, causando el pánico entre sus habitantes. Después de que la mayoría de la población evacuara el planeta, unos poco supervivientes quedan en Io con una sola nave para partir. Los supervivientes modifican sus coches y compiten en torneos, el ganador del torneo final podrá tomar la última nave para escapar seguro, dejando a sus contrincantes morir.

## Historia
POD fue puesto a la venta en 1997. Fue uno de los primeros juegos en soportar el conjunto de instrucciones MMX y vino junto con una versión OEM. Estaba diseñado para procesadores Intel Pentium o Pentium II MMX, y para algunos AMD-K6. La versión OEM 1.0 no soportaba las tarjetas 3dfx o el modo red. Una posterior versión de POD (llamada POD 2.0 por Ubisoft) sería sacada posteriormente con más circuitos y vehículos, además del soporte para tarjetas de vídeo 3dfx y juego en red. Un programa especial multijugador llamado "Game Service" fue provisto por Ubisoft para jugadores de POD pudieran correr en línea en servidores Ubisoft. POD fue el primer juego optimizado para tarjetas de video con un chipset 3dfx utilizando la Glide API. Sólo tarjetas de video con chipset 3dfx Voodoo 1 soportaban las distintas versiones. Ubisoft después publicaría un parche añadiendo soporte para Voodoo 2 utilizando el API Glide y chipsets no-3dfx vía Direct3D. En menos de un año, después de sacar POD, Ubisoft puso a la venta un pack de expansión titulado Back to Hell (también conocido como Extended Time en Francia) a finales de 1997. Este pack contenía 19 circuitos y 15 nuevos vehículos (no todos ellos eran coches), incluyendo motocicletas, una criatura morada y una bruja montando sobre una escoba.
En invierno de 2000, Ubisoft publicaría su sucesor, POD: Speedzone (también conocido como POD 2: Multiplayer Online), disponible para la consola Sega Dreamcast. También era otro juego futurista de carreras, pero en él los jugadores eran capaces de atacar a sus enemigos. Cada jugador es un minero de la colonia de Damethra, y un virus alienígena ha atacado la colonia donde se encuentran los coches, creando coches mutantes. Fue uno de los primeros videojuegos jugables en SegaNet, y uno de los pocos juegos que soportaban el adaptador Dreamcast Broadband. En el juego figuraban ocho vehículos para usar en cinco circuitos. Los coches bonus se irían desbloqueando si se jugaba en línea y el usuario tenía una cuenta Game Service.

## Nota
El juego no puede ser ejecutado en hardware actual o nuevas versiones de Windows por su incompatibilidad con Pentium 4 y otras generaciones de procesadores, y la actual versión de DirectX, pero puede ser jugado con la aplicación de varios parches.